# Alexander Tuma

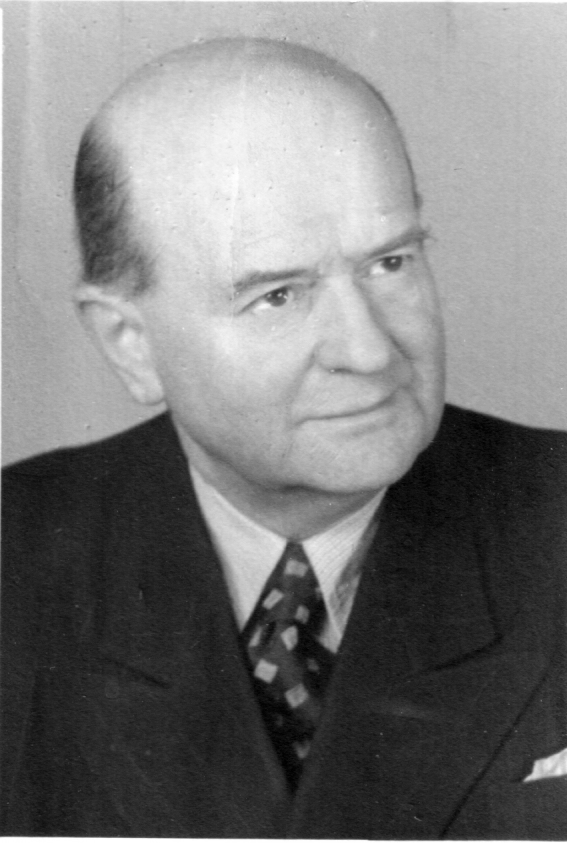
Alexander Tuma jun.

Alexander Tuma jun. (* 6. September 1888 in Wien; † 24. Juli 1970 in Hallstatt) war ein Wiener Kürschnermeister, Autor und Fachverleger der Pelzbranche. Er war der Sohn des gleichnamigen, ebenfalls als Fachautor tätig gewesenen Kürschnermeisters Alexander Tuma sen.(* 13. Februar 1866 in Neupölla; † September 1934).

## Biografie
Alexander Tuma jun. besuchte die Handelsschule in Wien. Im Ersten Weltkrieg diente er als Infanterie-Rechnungsunteroffizier (1915–1918) mit den Auszeichnungen des Karl-Truppenkreuzes und der Tapferkeitsmedaille in Bronze.
Der Kürschner hatte sich ein über seinen Beruf hinausreichendes Wissen angeeignet. Er beschäftigte sich besonders mit der Literatur, französische und englische Dichter und Philosophen studierte er am liebsten im Urtext. Zeitlebens beschäftigte er sich mit der Schriftstellerei. Neben der Herausgabe von Fachzeitschriften und -büchern verfasste er einen Roman, Novellen und Essays. Das von Tuma jun. geschriebene und in den Jahren 1949 bis 1951 herausgegebene „Pelzlexikon“, mit rund 10.000 Stichworten, blieb bis heute das umfangreichste Nachschlagewerk der Pelzbranche zumindest des deutschen Sprachraumes. Eine wesentliche Ergänzung zum Bereich der Fellkunde fand es später vor allem in dem letztmals 1988 aktualisierten „Rauchwaren-Handbuch“ von Franke/Kroll.
In den Institutionen der Pelzbranche war er überaus engagiert. Als der im Rahmen der Internationalen Pelzfach-Ausstellung stattgefundene Welt-Pelz-Kongress in Leipzig vorbereitet wurde, gehörte er zu der unter dem Vorsitz von Philipp Manes tagenden Kommission für Fachpressefragen. Der deutsche Philipp Manes sagte über Tuma jun.: „Auch er ein Idealist, der sich mit Begeisterung dem schriftstellerischen Berufe widmete und die Wiener Kürschner führte. Er hat es nicht leicht gehabt, denn auch drüben gab es keine Einheitlichkeit. Aber Tuma wusste doch die Gegensätze zu überbrücken, und man schätzte ihn sehr ob seiner Uneigennützigkeit.“ Zur korrekten Fellbezeichnung gegenüber dem Endkunden hatte Tuma Anfang der 1920er Jahre beispielsweise angeregt, die Pelze mit entsprechenden Plomben zu versehen. Die Idee löste sofort „hellste Begeisterung“ aus. Einige Kürschner opponierten jedoch später dagegen, und die Kennzeichnung mit 60 verschiedenen Prägungen wurde nicht von allen Kollegen verwirklicht. Es begann sogar eine öffentliche Auseinandersetzung bis in die Tageszeitungen, und nach dem Ersten Weltkrieg war die Plombe in Vergessenheit geraten.
Das Erbe von Alexander Tuma jun. fiel an seine Tochter, die in Wien mit dem deutschen Kürschnermeister Figura verheiratet war. Der Betrieb M. Figura Pelzmoden GmbH, Inhaber Dieter Figura, ein Enkel des Alexander Tuma jun., befindet sich noch 2023 in der Kaiserstraße 79.

## A. Tuma & Söhne
Bereits der Großvater von Alexander Tuma jun. war selbständiger Kürschner. Alexander jun. zitiert ihn in seiner „Geschichte der Kürschnerei“: „Wenn die Menschen noch so viel erfinden, eine Maschine die Felle näht, werden sie nicht ausdenken.“ Als er einige Jahre nach 1880 wieder in seine Werkstatt kam und die erste Pelznähmaschine sah, schüttelte er voll Staunen den Kopf und sagte nichts als „Ei, ei, ei!“. - „Angerührt aber hat er sie nie…“.
Im Jahr 1927 verzeichnet das Jahrbuch der Kürschner und verwandter Berufe, für Wien, VII. Bezirk, folgende Namen Tuma:
- A. Tuma & Söhne (Fa.) (Tuma, Alexander), Zieglergasse 20 (auch für die Redaktion der „Wiener Kürschnerzeitung“)

ca. 1936: Westbahnstraße 36
- Tuma, Alexander jun. und Tuma, Leo, Westbahnstraße 36
- Tuma, Franz, Lindengasse 24 (Mitglied der Gesellenprüfungskommission)

In der schwierigen Wirtschaftslage Anfang der 1930er Jahre gab es zahlreiche Zahlungseinstellungen und Konkurse in der Pelzbranche. Am 23. Januar 1932 meldete die Zeitschrift „Der Rauchwarenmarkt“: „Wien VII. Das Ausgleichsverfahren wurde eröffnet über A. Tuma u. Söhne, Pelzwaren, Zieglergasse 20 und über die Gesellschafter Alexander Tuma sen., Alexander Tuma jun. und Leo Tuma. […]. Aktiven 33.000, Passiven 63.000 Schilling, Ausgleichsangebot 35. v. H. nach einem Jahre.“
Im Jahr 1954 war das Unternehmen A. Tuma & Söhne weiter unter der Adresse Zieglergasse verzeichnet.

## Schriften

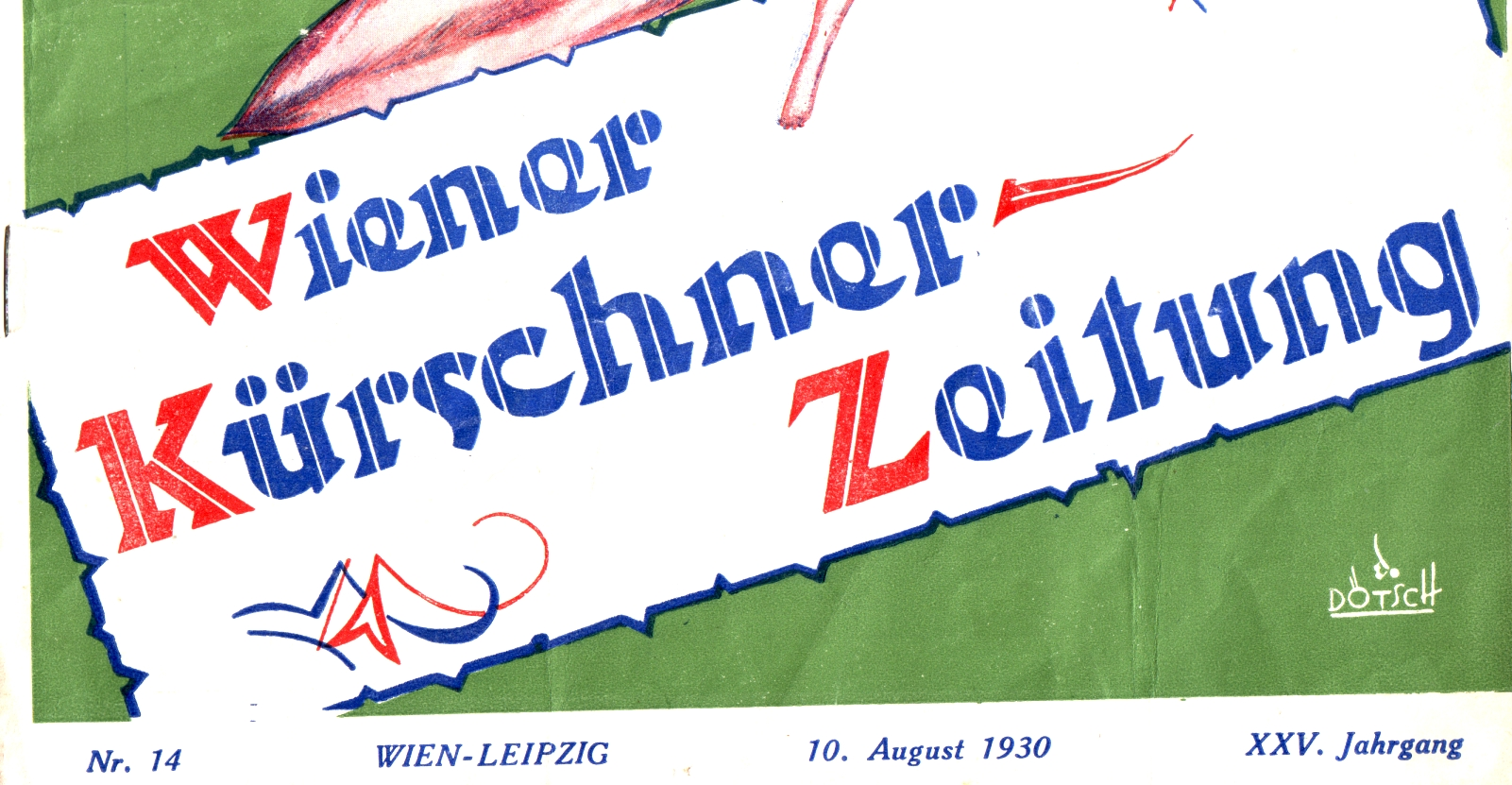
Kopf der Wiener Kürschner-Zeitung (1930)

- Oesterreichische Pelzwirtschaft (Zeitschrift). Offizielles Organ der Bundesinnung sowie sämtlicher Landes-Innungen der Kürschner, Handschuhmacher und Gerber (Hrgr.) (1948)[16]
- Pelz-Rundschau – Freies Organ der österreichischen Pelzbranche (Zeitschrift), Herausgeber und Autor, 1906 gegründet von Alexander Tuma sen.
- Wiener Kürschner-Zeitung (1906, übergegangen in Zeitschrift Hermelin Nr. 41, Verlag Dr. Paul Schöps, Leipzig)[16]
- Wiener Pelz-Revue (Zeitschrift). Sechsmal jährlich (Hrgr.), später Welt Pelz-Revue (1951)[16]
- Die Praxis des Kürschners (mit Karl Schirer). Technisch-gewerbliche Bücher, Band 2,  Verlag Julius Springer, Wien, 1928 (→ Inhaltsverzeichnis)
- Praktischer Schnittzeichen-Selbstunterricht für Kürschner (mit Karl Schirer). Eigenverlag, Wien, 1932
- Das Geheimnis von Downford-Castle. 1934 - Im Oktober 1934 als Fortsetzungsroman in Das kleine Volksblatt Im Oktober 1934 als Fortsetzungsroman in Das kleine Volksblatt (Wien)(Wien)[5]
- Zwei Wege. Berlin, Schmidt P., 1939 (= Romane zur Freude. 29.)[5]
- Angelas Ehen. – Niedersedlitz, Vaterhaus 1940 (= Roman für alle. 86.)[5]
- Das große Wunder. Ratingen, Holzwarth 1940 (= Der neue spannende Roman. 116.)[5]
- Löwen- und Spitzbubenjagd - Erlebnisse aus dem Sudan. Kleine Abenteuer-Serie, Bändchen Nr. 2, Verlag Alexander Tuma, 1947
- Schnittzeichnen für Kürschner. XI. Band der Pelz- und Rauchwarenkunde, Verlag Alexander Tuma, Wien, 1948 (→ Inhaltsverzeichnis)
- Pelzlexikon. 5 Bände, Verlag Alexander Tuma, Wien, 1949–1951. Als zweibändige Ausgabe später neu aufgelegt
- Schatten der Prärie. Abenteuer mit Indianern und Trappern von heute (Jugendbuch). Verlag Alexander Tuma, Wien, 1950
- Die Geschichte der Kürschnerei. Verlag Alexander Tuma, Wien, 1967